# Герб Сен-Бартельми
Герб Сен-Бартельми — щит, разделённый на три горизонтальных полосы. На верхней — символ еще монархической бурбонской Франции «флёр де лис», три белых лилии на синем поле. На средней, красной полосе — белый мальтийский крест. Внизу — геральдический символ Швеции «тре крунур», три золотые короны на синем поле. Щитодержатели — два пеликана. Надпись «Ouanalao» — так остров называли местные индейцы араваки. Символика герба понятна: Франция всё же одержала верх над Швецией в борьбе за обладание Сен-Бартельми.
На белом фоне этот герб служит неофициальным Флагом Сен-Бартельми.